# Mariquita, mujer revolución
Mariquita, mujer revolución es una película de docuficción dramática biográfica argentina de 2023 dirigida y escrita por Sabrina Farji. Está protagonizada por Zoe Gotusso, Mayra Bonard y Federico Fontán. La película se estrenó el 25 de mayo de 2023 en las salas de cines de Argentina.

## Sinopsis
La trama retrata la vida de la política argentina María Sánchez de Thompson —Mariquita— y su rol durante el Virreinato del Río de la Plata, como así también los mitos y los datos desconocidos sobre su figura.

## Elenco
- Zoe Gotusso como María Sánchez de Thompson
- Mayra Bonard como Mariquita (adulta)
- Federico Fontán como Martín Jacobo Thompson

Además, en la película aparecen como entrevistados Florencia Canale, Dora Barrancos, Graciela Batticuore, María Sáenz Quesada, Cecilia Cross, Adriana Tursi, Patricio López Mendez y Gabriel Di Meglio.

## Recepción

### Comentarios de la crítica
La película recibió reseñas positivas por parte de los críticos. Gustavo Castagna de A sala llena señaló que «Farji gana la apuesta: desprenderse del manual y fijar la atención, a través de la investigación, los testimonios y las escenas ficcionalizadas». Juan Pablo Russo de Escribiendo cine destacó que «Gotusso captura con energía y pasión la juventud de Mariquita, mientras que Bonard retrata con madurez y sensibilidad a la Mariquita adulta».

### Premios y nominaciones
| Lista de premios y nominaciones | Lista de premios y nominaciones | Lista de premios y nominaciones | Lista de premios y nominaciones | Lista de premios y nominaciones | Lista de premios y nominaciones |
| Año                             | Organización                    | Categoría                       | Nominado/a(s)                   | Resultado                       | Ref(s)                          |
| ------------------------------- | ------------------------------- | ------------------------------- | ------------------------------- | ------------------------------- | ------------------------------- |
| 2024                            | Premios Sur                     | Mejor actriz revelación         | Zoe Gotusso                     | Nominada                        | [ 7 ]                           |